# Paweł Spandowski
Paweł Spandowski (ur. 22 marca 1885 w Chełmnie, zm. 23 lipca 1918 w Poznaniu) – ekonomista, działacz spółdzielczości polskiej.
Był synem mistrza malarskiego Piotra i starszym bratem ekonomisty i bankowca Franciszka. Uczęszczał do gimnazjum klasycznego w Chełmnie, gdzie w 1904 zdał maturę. Następnie studiował teologię w Pelplinie oraz nauki państwowe na uniwersytetach we Fryburgu Bryzgowijskim i Monachium. W 1909 uzyskał doktorat z ekonomii.
Po studiach pracował w zarządzie Banku Ludowego w Lubawie, a następnie w Banku Ludowym w Pelplinie. W 1912 został sekretarzem, a następnie rewizorem w Patronacie Związku Spółek Zarobkowych w Poznaniu. Zaangażował się w tworzenie spółdzielni polskich w zaborach rosyjskim i austriackim.
Był autorem wielu artykułów z zakresu spółdzielczości. W 1917 wykładał na Kursach Akademickich dla Wyższej Administracji Polskiej. Wykłady te zostały opublikowane w pracy Z praktyki spółek wielkopolskich. Z innych prac Spandowskiego należy wymienić: Przemysł w Księstwie i Prusach Królewskich (1912), Kooperacja handlowo-rolnicza (1918), Pod adresem przyszłego prawa polskiego w towarzystwach akcyjnych (1918). Pochowany na cmentarzu św. Marcina, nagrobek autorstwa Marcina Rożka został zniszczony w czasie okupacji przez Niemców.